# Печера Княгиня
Пече́ра Княги́ня — геологічна пам'ятка природи місцевого значення в Україні. Розташована в межах Великоберезнянського району Закарпатської області, на північ від села Княгиня. 
Площа 1,5 га. Статус надано згідно з рішенням облвиконкому від 23.10.1984 року № 253. У 1999 році ввійшла до складу Ужанського НПП (Указ Президента України від 27.09.1999 року № 1230/99). Перебуває у віданні: Філія Великоберезнянський держспецлісгосп, квартал 4, виділ 5. 
Статус надано з метою збереження невеликої печери (гроту), утвореної у скельному масиві флішового типу. Печера утворилася внаслідок вилуговування глибових включень карбонатних порід. Печера розташована в межах Ужанського національного природного парку, неподалік від словацько-українського кордону, на пригребеневому південно-східному схилі хребта Стінка. 